# Gornja Batina
Gornja Batina is een plaats in de gemeente Zlatar in de Kroatische provincie Krapina-Zagorje. De plaats telt 260 inwoners (2001).